# 燕京戎
燕京戎，是由先秦華夏人群分裂出來的先秦戎狄部落的一支，活跃于商朝末期，曾與周人發生戰爭。其居住地區在今中華人民共和國山西省北部之內。

## 歷史
據《竹書記年》，燕京之戎曾與周人作戰，擊敗季歷率領的軍隊。
《後漢書》將他們列入犬戎之中，為西羌先祖之一。

## 學術考證
中華民國學者錢穆認為，燕京戎與西落鬼戎、太原戎等皆是指犬戎。
中華人民共和國學者楊寬認為“从今山西静乐周围，南下沿汾水两岸，直到祁县以西邬县以北，两百多里都是燕京戎所在地区。”（杨宽《西周史》）
雷学淇認為燕京戎在太原汾陽的燕京山。